# ドルビーTrueHD
ドルビーTrueHD（ドルビートゥルーエイチディー） とは、ドルビーラボラトリーズによる可逆音声コーデックであり、HD DVDやBlu-ray Disc等の第3世代光ディスク規格での使用を目的としている。

## 概要
ドルビーTrueHDでは、オーディオ標本圧縮の数学的基盤としてMeridian Lossless Packing（MLP）を使用している。MLPは以前のDVDオーディオフォーマットでも使われていたが、ドルビーTrueHDとDVDオーディオの詳細はかなり異なっており、ドルビーTrueHDのビットストリームでは、最大14の音響チャンネルを含めることができる。標本当たりの量子化ビット数（ビット深度）は最大24bitで、サンプリング周波数は最大192kHzまでサポートしている。
現在普及しているドルビーデジタルと同様、ドルビーTrueHDのビットストリームはプログラムのメタデータを搬送する。メタデータは符号化フォーマットや圧縮された音声サンプルとは分離されているが、音声波形に関する情報を格納している。例えば、音量正規化やダイナミックレンジ圧縮はドルビーTrueHDビットストリームに埋め込まれたメタデータで制御される。
なお、この用途で競合する規格としては、デジタル・シアター・システムズの可逆圧縮音声コーデック『DTS-HDマスターオーディオ』がある。

## ドルビーTrueHDと第3世代光ディスク規格
HD DVDでは、ドルビーTrueHDが必須コーデックとなっており、HD DVDプレーヤーでは、2.0chステレオのドルビーTrueHDビットストリームの伸張と復号をサポートが義務付けられている。ただし、実際のHD DVDプレーヤーは5.1chサラウンドのデコードをサポートしていた。また、ドルビーTrueHDの音声トラックのみを収録という形態も可能となっている。実際にドルビーTrueHDを再生する場合は、再生機器と視聴機器のHDMIケーブルの接続も必須となり、S/PDIFを使用すればドルビーデジタルに音源が劣化してしまう。

BD-Videoでは、ドルビーTrueHDはオプションの1つであり、補助音声トラックとして存在する。Blu-rayプレーヤー側で再生必須なコーデックはリニアPCM、ドルビーデジタル、DTSデジタルサラウンドのみとなっており、すべてのBlu-rayプレーヤーがドルビーTrueHDの再生をサポートしているわけではない。また、競合規格のDTS-HDマスターオーディオの方がライセンス代が安い傾向にあるため、近年のブルーレイは、通常ドルビー規格はドルビーデジタルで歯どまりする傾向にあり、代わりにDTS、DTS-HDを両者とも一枚のBD-ROMに含有させる傾向にある。
HD DVDでもBD-Videoでも、ドルビーTrueHDの機能自体は同じで、最大7.1chサラウンド（96kHz/24bit）となっている｛BD-Videoでは、5.1chサラウンド（192kHz/24bit）というエンコードも可能｝。最大ビットレートは18Mbpsで、実際の映画タイトルのビットレートは5Mbps程度が割り当てられている。ドルビーTrueHD はダウンミキシングが可能であり、プレイヤーは必要に応じて、例えば5.1chサラウンドの音声トラックから2.0chステレオ信号を生成できる。
ドルビーTrueHDをデジタルリンクで送受信する場合、符号化されたビットストリーム（最大 18Mbps）か伸張したリニアPCM（35Mbps）を転送できる必要がある。HDMI Ver1.1以降はサラウンドのリニアPCMを転送できるので、ドルビーTrueHDの音声トラックも伸張すれば問題なく転送できる。HDMI Ver1.3以降ではドルビーTrueHDのそのままのビットストリームを転送可能となった。TOS-Link（およびS/PDIF）は、仕様上ドルビーデジタルなどにトランスコードせずにはドルビーTrueHDを転送できない。
HDMIを装備したプレイヤーは、内部でドルビーTrueHDをリニアPCMにデコードし、リニアPCMをHDMI Ver1.1以降のインターフェースに出力することができ、Blu-rayプレーヤーの機能を持つゲーム機であるプレイステーション3もこの方式をサポートしている。また、プレイヤー内でドルビーTrueHDをデコードできないか、またはデコードしないよう設定されている場合、ドルビーTrueHDのビットストリームをそのまま HDMI Ver1.3以降で転送し、転送先の機器でデコードするという構成も可能である。HD DVDプレーヤーには、TrueHDを古いフォーマット（ドルビーデジタルやDTS）に変換する機能もあった。

また一部の再生機や録画機にもこの機能が存在する（パナソニックのDIGAなど）。
2006年（平成18年）4月18日に発売されたHD DVD版の『オペラ座の怪人』は、ドルビーTrueHDでサウンドトラックを提供する最初のタイトルとなった。

## 主な採用媒体
主にHD DVD、2008~2009年あたりに発売されたものかワーナーブラザーズ製の一部のBlu-ray Discで採用。

## 主な採用作品
洋画
邦画
- 名探偵コナン 緋色の弾丸
- ARASHI Anniversary Tour 5×20 FILM “Record of Memories”